# دیزی چینسا
دیزی چینسا (به انگلیسی: Daisy Chainsaw) گروهٔ موسیقی راک انگلیسی بود که میان سال‌های ۱۹۸۹ و ۱۹۹۴ فعال بود و توسط گیتارزن و ترانه‌پرداز کریسپین گری به‌وجود آمده بود. کیتی‌جین گارساید قبل از استعفا در سال ۱۹۹۳ در اولین آلبوم‌های چندآهنگه و همچنین نخستین آلبوم این گروه تحت عنوان الونتین به‌عنوان خواننده حضور یافته بود.